# منتخب بريطانيا العظمى لكرة الطائرة للرجال
منتخب بريطانيا العظمى لكرة الطائرة للرجال (بالإنجليزية: Great Britain men's national volleyball team)‏ هو ممثل بريطانيا العظمى الرسمي في المنافسات الدولية في كرة طائرة في فئة كرة الطائرة للرجال.